# امیان ۱۲۱۰۰
سیارک ۱۲۱۰۰ (به انگلیسی: 12100 Amiens، نامگذاری:1998HR149) دوازده هزار و صدمین سیارک کشف شده‌است که در ۲۵ آوریل ۱۹۹۸ کشف شد.
قدر مطلق سیارک برابر ۱۰.۷ است.